# Caso Dionisio Llanca
O  Caso Dionisio Llanca refere-se à suposta abdução alienígena sofrida por um caminhoneiro argentino na madrugada do dia 28 de outubro de 1973.

## A história
Na noite do dia 27, Dionisio estava na casa de seu tio. Saiu para entregar materiais de construção em Rio Gallegos. No caminho, encostou para trocar um pneu, à 01:15. Repentinamente, a rodovia foi iluminada por uma intensa luz amarela que parecia estar 2 km distante. Alguns segundos se passaram e a luz trocou de cor, passando para azul. Quando tentou se levantar, percebeu que não tinha forças. Notou então um grande objeto em forma de prato pairando no ar e três seres humanóides atrás dele.
A paralisia se tornou plena e ele não conseguia mais falar. Os seres pareciam ser dois homens e uma mulher (Dionísio a descreveu como uma mulher devido ao formato do peitoral e aos longos cabelos louros). Os homens também eram loiros, mas com cabelo curto. Todos eles tinham a mesma altura, cerca de 1,75 metros, e estavam vestidos da mesma forma: trajes únicos de cor cinza apertados aos corpos, botas amarelas e longas luvas também amarelas. Não tinham capacetes, armas ou cintos. Seus rostos se pareciam com rostos humanos, não fosse os olhos alongados e as grandes testas. Eles conversavam entre si em uma língua desconhecida. Um deles o agarrou e o levantou com força mas sem violência. Enquanto este o segurava, o outro colocou um aparato na base do indicador esquerdo de Dionísio. Eles olharam para o aparato, e Dionísio acredita ter desmaiado após ter visto duas gotas de sangue, pois não conseguia se lembrar de mais nada.
Dionísio acordou cerca de uma ou duas horas depois. Estava perto dos trens no jardim da "Sociedad Rural de Bahía Blanca", a 9 km do local onde o encontro aconteceu. Ele teve amnésia, pois não conseguia se lembrar de seu nome, seu caminhão, os eventos, ou seu endereço. Ele tentou caminhar em direção à rodovia, mas desmaiou de novo. No dia 30, acordou no Hospital Municipal de Bahía Blanca e lembrou-se dos eventos.

## Conseqüências
No dia 5 de novembro de 1973, Dionisio foi submetido à hipnose regressiva, o quê permitiu que contasse a história com detalhes que não poderia se lembrar. Ele disse que os seres o levaram para dentro da nave. A mulher estava ocupada com algumas ferramentas numa mesa, enquanto um dos homens sentava-se em uma cadeira, de modo que Dionísio desconfiou que ele fosse o piloto. O terceiro ser estava olhando para os céus com um aparelho que parecia ser feito de cristal. Alguns minutos depois, Dionísio foi deixado inconsciente no local onde despertou mais tarde.
O caso foi investigado por Fabio Zerpa e publicado em seu livro El Reino Subterráneo.